# 尼日尔国民议会
尼日尔国民议会（法語：Assemblée nationale du Niger）是尼日尔的国家立法机关。尼日尔国民议会实行一院制，由171名议员组成。每届议会任期5年。现任国民议会主席是Ousseini Tinni。